# Tresserre
Tresserre (catalansk: Tresserra) er en by og kommune i departementet Pyrénées-Orientales i Sydfrankrig.

## Geografi
Tresserre ligger 12 km syd for Perpignan. Nærmeste byer er mod øst Banyuls-dels-Aspres (4 km) og mod nordvest Passa (3 km).

## Demografi

### Udvikling i folketal
| 1962                                                              | 1968 | 1975 | 1982 | 1990 | 1999 | 2009 | 2014  | 2017  |
| ----------------------------------------------------------------- | ---- | ---- | ---- | ---- | ---- | ---- | ----- | ----- |
| 411                                                               | 392  | 335  | 379  | 503  | 637  | 753  | 1.019 | 1.066 |
| Tal fra og med 1962 er uden dobbelttælling (sans doubles comptes) |      |      |      |      |      |      |       |       |